# Luigi de Magistris (Kardinal)

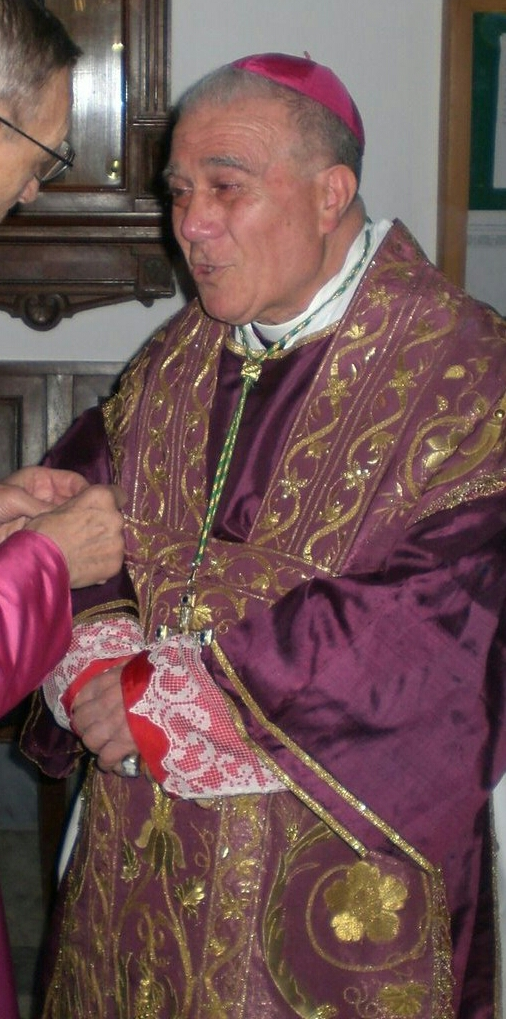
Erzbischof De Magistris

Kardinalswappen von Luigi De Magistris

Luigi Kardinal de Magistris (* als Luigi de Magistris dei Conti di Castella e Belvedere am 23. Februar 1926 in Cagliari; † 16. Februar 2022 ebenda) war ein italienischer Geistlicher und Kardinal der römisch-katholischen Kirche. Er war von 2001 bis 2003 Pro-Großpönitentiar.

## Leben
Luigi de Magistris war jüngstes von insgesamt sechs Kindern aus der Adelsfamilie Conti di Castella e Belvedere des Arztes Don Edmondo de Magistris, Graf von Castella und Belvedere, und Donna Agnese Ballero.
Er studierte zunächst Philosophie an der Universität Cagliari, bevor er in das Päpstlichen Römischen Priesterseminar eintrat. Nach seiner theologischen Ausbildung empfing er am 12. April 1952 in der Kathedrale Santa Maria und Santa Cecilia in Cagliari durch Erzbischof Paolo Botto die Priesterweihe für das Erzbistum Cagliari. Während seines Studiums in Rom prägten ihn besonders die Dozenten und späteren Kardinäle Pietro Parente und Pietro Palazzini. Er war Gemeindepfarrer in Cagliari und Mitglied des Kirchengerichtes des Erzbistums Cagliari. Anschließend studierte er an der Päpstlichen Lateranuniversität. Von 1955 bis 1958 unterrichtete er am Erzbischöflichen Seminar von Cagliari. 1958 wurde er als Generalsekretär des Athenaeum in den Vatikan berufen. 1967 wurde er Leiter des Büros der Kongregation für die Glaubenslehre, was er bis 1969 blieb. Papst Paul VI. verlieh ihm am 27. August 1973 den Titel Ehrenprälat Seiner Heiligkeit.
Papst Johannes Paul II. ernannte ihn am 11. April 1979 zum Offizial der Apostolischen Pönitentiarie und am 6. März 1996 zum Titularbischof von Nova. Der Erzbischof von Genua, Giovanni Kardinal Canestri, spendete ihm am 28. April desselben Jahres in der Stiftskirche Sant’Anna in Cagliari die Bischofsweihe; Mitkonsekratoren waren Ottorino Pietro Alberti, Erzbischof von Cagliari, und Tarcisio Pillolla, Weihbischof in Cagliari.
Am 22. November 2001 wurde er zum Titularerzbischof pro hac vice von Nova und zum Pro-Großpönitentiar ernannt, einem Amt das für das Beicht- und Ablasswesen zuständig ist. Damit stand er einem der drei obersten Kirchengerichtshöfe vor.
Am 4. Oktober 2003 nahm Johannes Paul II. sein altersbedingtes Rücktrittsgesuch an. 2010 kehrte De Magistris aus gesundheitlichen Gründen wieder in seine Heimatstadt Cagliari zurück.
Im feierlichen Konsistorium vom 14. Februar 2015 nahm ihn Papst Franziskus als Kardinaldiakon mit der Titeldiakonie Santissimi Nomi di Gesù e Maria in Via Lata in das Kardinalskollegium auf.
De Magistris starb im Februar 2022, eine Woche vor seinem 96. Geburtstag, in seiner Heimatstadt Cagliari.
Seit dem 29. August 2019, dem Todestag von Kardinal Achille Silvestrini, emeritierter Präfekt der Kongregation für die Orientalischen Kirchen, war De Magistris der älteste lebende italienische Kardinal. Zum Zeitpunkt seines Todes war De Magistris viertältester Kardinal der Welt.

## Mitgliedschaften
Kardinal de Magistris war Mitglied folgender Einheiten der Römischen Kurie:
- Kongregation für den Gottesdienst und die Sakramentenordnung (seit 2002)[7]
- Päpstliche Kommission Ecclesia Dei (seit 2003)[8]